# ラシーヌの虐殺
ラシーヌの虐殺（ラシーヌのぎゃくさつ、Lacine massacre）は、ビーバー戦争中に起こった戦闘で、1500人のイロコイ連邦（モホーク）族の兵が、1689年8月5日の朝、ヌーベルフランスのモントリオール島の入植地ラシーヌを奇襲したものである。この集落は人口は375人と小規模だった。モホーク族の襲撃は、自分たちの土地へのフランス人の入植により、不満が高まった結果引き起こされたものである。また、ニューイングランドが、ヌーベルフランスへの抵抗へのテコ入れのために仕向けたものでもあった。この襲撃の結果、集落の一部が燃やされ、住民の多くが殺されたり、捕虜として連れ去られたりした。

## 歴史的背景

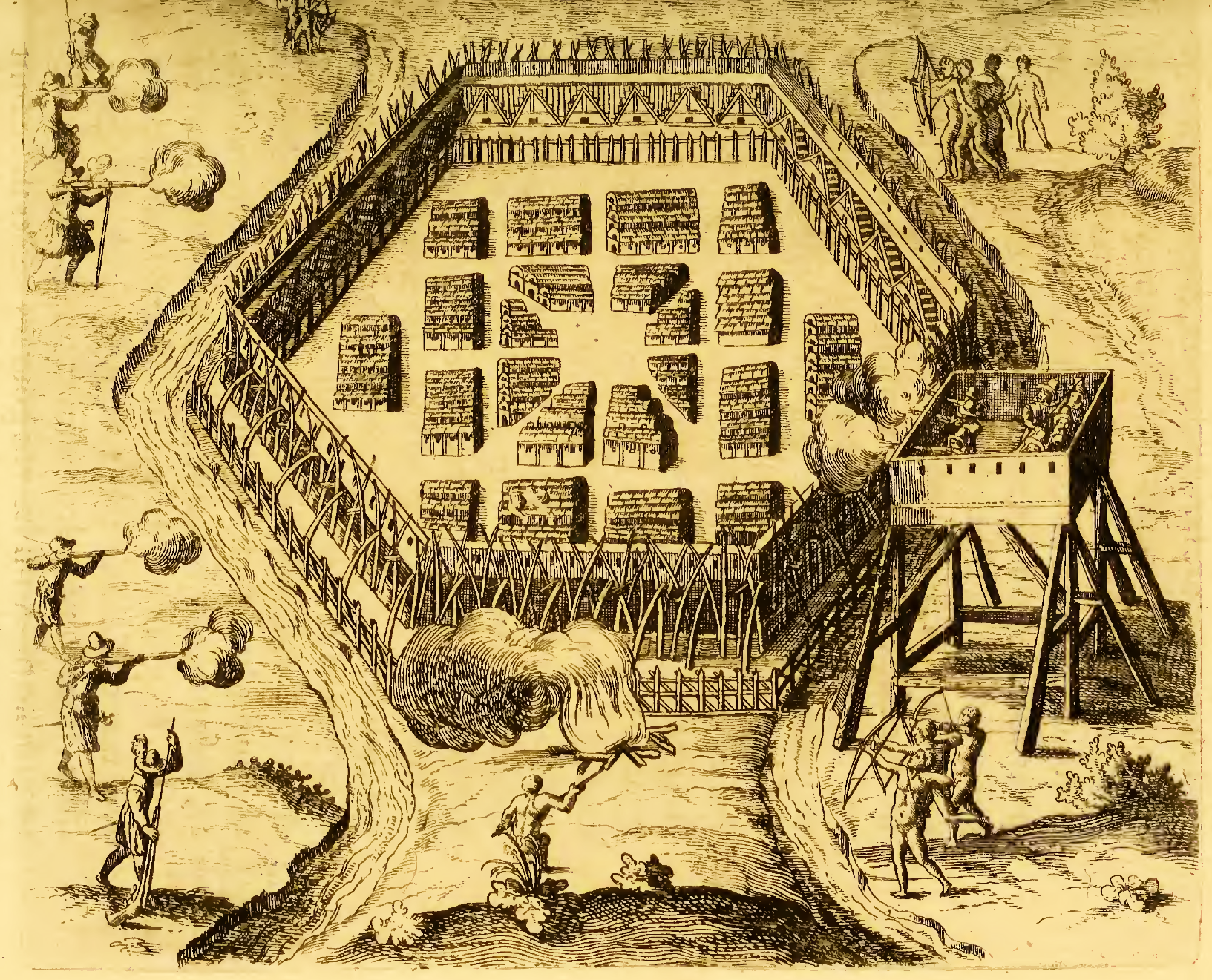
ビーバー戦争で、サミュエル・ド・シャンプランの軍に包囲されたイロコイ連邦の砦

1689年、20年間に及ぶ不安定な関係が続いた後、イングランド、フランス両国は交戦状態に入った。1669年に、ヨーロッパ列強は植民地の平和と中立を崩さないとしたホワイトホール条約が締結されたにもかかわらず、この戦争はヌーベルフランスとニューイングランドで本国の代理戦争として行われ、イングランド領ニューヨーク植民地は、地元のインディアン部族であるイロコイ連邦を駆り立てて、ヌーベルフランスの入植地を襲わせた 。イングランド本国が戦闘準備に入っている一方で、ヌーベルフランスの住民は、対イングランドの正式な宣戦布告の知らせが広まっておらず、インディアンの襲撃への準備もままならなかった。
この戦争からさかのぼること80年、17世紀の始めにヌーベルフランスが創設されて以来、イロコイ連邦は、フランスからの入植者たちを、自分たちの主権に対する脅威とみなし、入植者制圧のために、イングランドとの同盟締結を強く望んでいた。イロコイ連邦は、フランス植民地軍を滅ぼそうとして、フランスと同盟関係にある諸族、たとえばヒューロン族やイリノイ族に対してより攻撃的な展開に出た。ヒューロンやイリノイといった部族は、フランスの毛皮交易の支援をしており、当時のヨーロッパにとって毛皮は重要な商品だった。また、インディアンたちもヨーロッパの物資をほしがるようになり、それとの交換対象としての毛皮の獲得はエスカレートして行ったイロコイ連邦の軍事行動に対して、フランスは、毛皮交易を再建するため、まず1660年代のアレクサンドル・ド・プルヴィユ、次に1680年代のジャック＝ルネ・ド・ブリザイ・ド・デノンヴィユ（デノンヴィユ侯爵）に、イロコイ連邦への討伐軍を指揮させた。ヌーベルフランスの総督であったデノンヴィユは、2000人の兵を、イロコイ連邦に属するセネカ族の居住地の奥へと派遣して、一番大きな集落を破壊したのである 。イロコイ連邦は、自分たちの土地へのデノンヴィユ軍の侵入に腹を立て、また、セネカ族をガレー船をこぐ奴隷にしたことに激怒した。彼らはフランスに反撃するための、ちょっとした動機を必要としていた。

## 襲撃

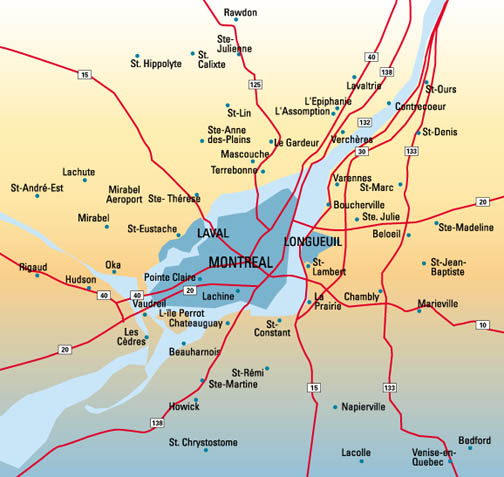
真中の島がモントリオール島、モントリオール島中央下にラシーヌの地名が見える。（モントリオールの地下鉄路線図）

1689年8月5日の雨が降る朝、モホーク族の兵士は、無防備なラシーヌの入植地へ、日の出前の奇襲を行うために出発した。彼らはセントローレンス川を小舟で上り、サンルイ湖を横切り、モントリオール島の南端に上陸した。入植者がまだ眠っている間に、モホーク兵たちは民家を取り囲んで、指揮官からの奇襲の合図を待った。その後彼らは民家を攻撃するべく前進すると、ドアと窓を叩き壊して、入植者たちを外へ引きずり出すと、最後の一撃を与えた。入植者たちの一部は、集落の建物に立てこもったが、インディアンたちはその建物に火を放って、彼らが炎から逃れるために出てくるのを待った 。集落にあった77の家や建物のうち、実質56軒が焼け落ちた。
最初の襲撃で24人の入植者が殺され、70人以上が捕虜として連れ去られた。そのほかの入植者は襲撃を免れることができた。捕虜にされた入植者のうち、50人近くが拷問で死に（生きたまま炙られたり、肉を食べられたりした）、他方で捕虜のうち数名は何とか逃げ、他の42人が捕虜交換で解放された。数人の子供たちは助命され、事実上イロコイ連邦の部族の養子となった。

## 駐屯隊の対応

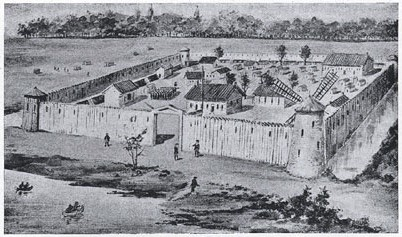
レミ砦（ラシーヌ砦）

この襲撃で難を逃れた入植者は、3マイル（4.8キロ）離れた地元の駐屯隊に通報後、襲撃の情報を広め、兵たちにも何が起こったのかを知らせた。襲撃を受けて、ダニエル・ドーベル・ド・スーベルカスの指揮のもと200人の兵が、民兵100人、そして近くのレミ砦、ローラン砦、そしてプレザンタション砦の兵と共に、イロコイ連邦の部族の土地へ進軍した。スーベルカス軍は、モホーク兵の追跡から逃げてきた入植者たちを守ることができたものの、ラシーヌに入る直前になって、デノンヴィユの命令により、困惑しつつもローラン砦へと引き返した。デノンヴィユは、自らの地元に住むイロコイ連邦の部族を鎮圧するつもりでいた 。そして自分の指揮下にある、700人の兵をモントリオールの兵舎から呼び集めた。彼らは、人数ではモホーク兵たちを簡単に凌駕することができた。しかしデノンヴィユは外交問題としてことを処理しようとしており、自分の部隊でモホーク兵たちを撃退しようとはしなかった。
この攻撃の後、レミ砦とローラン砦から小隊が出て行ったが、この兵士たちはモホーク兵に妨害され、すべて殺された 。モホーク族の兵は、ヨーロッパ系住民に干渉されることもなしにモントリオール島を歩き回り、その3日後に小舟でセントローレンス川を下って行った。彼らはラ・シェスネの集落も襲撃し、少なくとも42人の入植者を殺した。

## フランス側の証言
ヨーロッパからのこの虐殺への証言は2通りある。ひとつは主に攻撃から生き延びた入植者の証言、もうひとつはカトリック教会のそれである。
当初の報告ではラシーヌの犠牲者はかなり誇張されていたが、最終的には24人の死者が出たとしている。これは、襲撃後のカトリック教会の、教区の記録を調べてわかったことである。この事件に対するカトリック教会側の証言も存在する。モントリオールのスルピス会の第5代修道院長であるフランソワ・ヴァション・ド・ベルモンは著書『カナダの歴史』にこのことを綴っている。
襲撃の後、不幸な捕虜の一団は、この未開人たちを扇動した残忍きわまる復讐劇に身をさらされたのだ。彼らは征服軍により、サンルイ湖のかなたまで連れて行かれた。未開人たちは道すがら、捕虜の数と頭皮の数を見せびらかしつつ、90回叫び、こう言った。我々は騙されたのだ、オノンティオ、我々は同じようにお前をだますだろう。未開人は上陸すると火を起こし、地面に杭を立て、5人のフランス人を火にかけ、6人の子供をあぶり、他のものを石炭の上で焼いて彼らを食べたのだ。
この虐殺での生存者は48人と伝えられている、それ以外の者は拷問にかけられ、火に炙られ、捕虜として連れ去られてほどなく食べられた 。さらに、生存者にも、拷問を受けたとわかる証拠やその体験談がある。襲撃の後、入植者たちは、モホーク兵が島から撤退する際に残していったイングランド製の武器を回収した。このことは、ニューヨークのイングランド系入植者の、長年にわたる怒りを掻き立て、報復へとつながって行った。不幸なことに、モホーク側の攻撃の証言は存在せず、フランスからの情報で、モホーク兵のうち3人だけが命を落としたという証言があった。すべての証言はフランス側からの一方的なものであったため、人肉食の報告や、子供を火の中に投げ入れざるを得なかった両親の話は、非常に大げさで、根拠の乏しいものではないかとニューイングランド側は捉えたのだ。

## 英仏抗争への発展

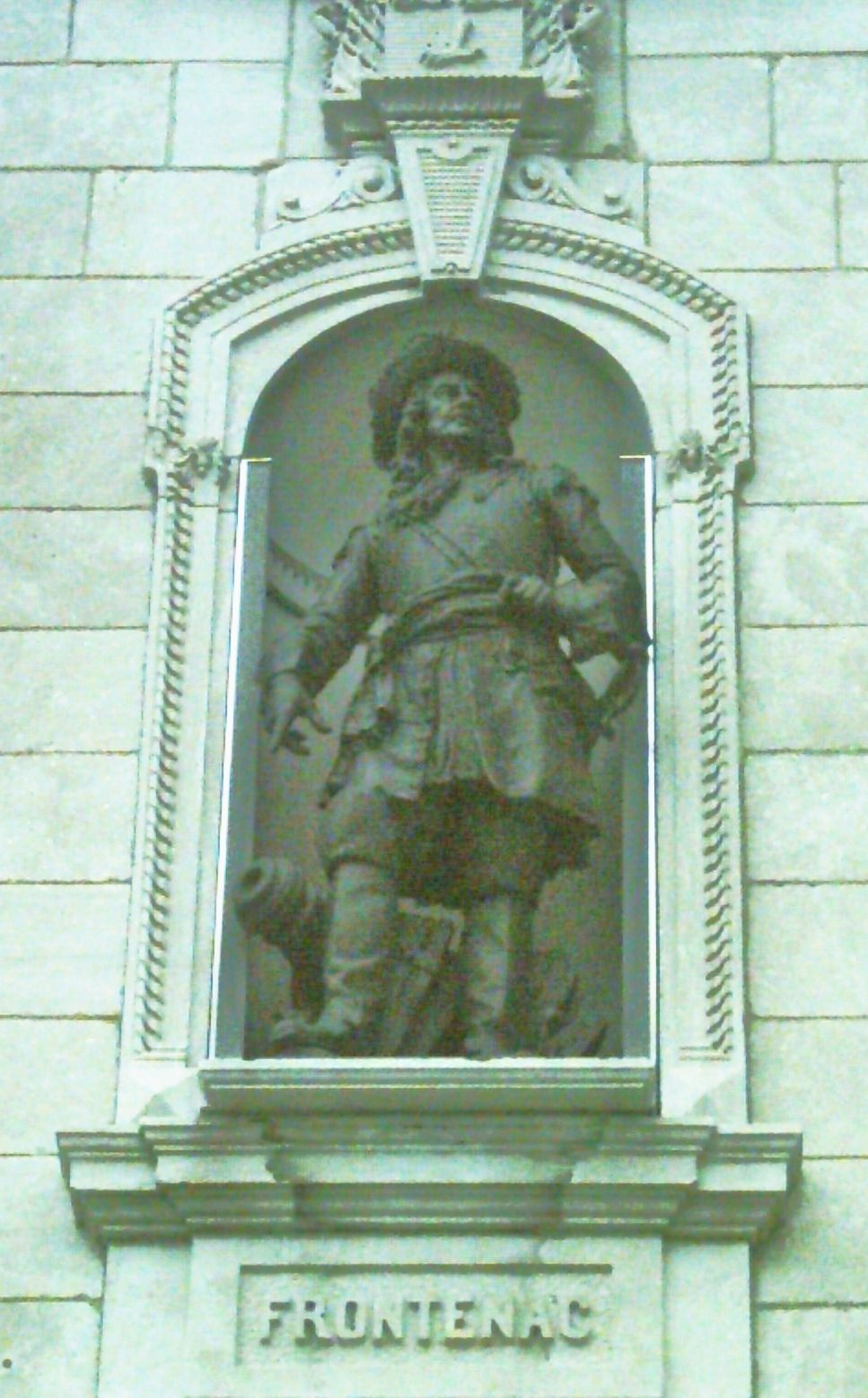
フロンテナック総督の像（ケベック州議事堂）

この襲撃の後、この事件とは無関係なことでデノンヴィユは本国に召還された 。後任のルイ・ド・ボード・ド・フロンテナックは、南のニューイングランドに対しての「カナダ式」復讐に着手して、1690年の冬の時期に攻撃を仕掛けた。
ラシーヌの襲撃は、その後3年間に及ぶイロコイ連邦とフランスの抗争の出発点となった。1696年、フロンテナックは1000人の部隊を率いてモホーク族の土地に踏み入り、襲撃の仕返しをした。ラシーヌを出発したフロンテナック軍は、モホーク族の土地へ遠征したにもかかわらず、なんら抵抗に遭うこともなくモントリオールに戻った。フロンテナックはその後間もなくして亡くなり、モントリオール総督のフィリップ・ド・リゴー・ヴォードルイユがヌーベルフランス総督として就任した。ヴォードルイユはデノンヴィユの代わりに、襲撃後に駐屯隊長だったスーベルカスを召喚した人物で、フロンテナックが果たせなかった攻撃を7年後に果たしたのであった。